# Adil Rami
Adil Rami (arapski: عادل رامي‎) (Bastia, 27. prosinca 1985.) bivši je francuski nogometaš marokanskog podrijetla. 

## Životopis
Rami je rođen u gradu Bastia na otoku Korzici od marokanskih roditelja. Kao mladić, njegova obitelj se preselila na obalu grada Fréjus, gdje je njegova majka radila kao član Gradskog vijeća. Rami je treći od četvero djece i ima dvije sestre i jednog brata. Iako je treninirao da postane profesionalni nogometaš, Rami je radio mnoge druge poslove kako bi se brinuo o obitelji. Radio je razne poslove kao što su briga o održavanju i čistoći grada. 
Rami je započeo svoju nogometnu karijeru igrajući za amaterski klub "Etoile Fréjus Saint-Raphael", tada poznat kao "ES Fréjusa". Baveći se rekreativno nogometom, provodi tri sezone u klubu četvrte francuske lige. 2006. godine potpisuje ugovor s Lilleom. Dobio je nadimak "Shrek" od strane suigračima i navijača Lillea. U siječnju 2011. godine, Rami prijelazi u španjolski klub "Valencia", s kojim potpisuje ugovor na četiri godine. 2014. godine prešao je u A.C. Milan. U 2015. je prešao u Sevillu. Nakon šest godina u inozemstvu, Olympique de Marseille je Ramija vratio u Francusku za šest milijuna eura u srpnju 2017. godine. U Marseilleu je francuski reprezentativac marokanskih korijena potpisao četverogodišnji ugovor.
Unatoč ponudama iz Maroka, Rami je odabrao francusku reprezentaciju. Unaprijed je odabrana igrati za Francusku na Svjetskom prvenstvu 2010. godine, ali nije upao u prvu momčad. Rami je prvu utakmicu za Francusku odigrao 11. kolovoza 2010. u prijateljskoj utakmici protiv Norveške.
Francuski nogometni izbornik objavio je u svibnju 2016. popis za nastup na Europskom prvenstvu u Francuskoj, s kojeg je izostavio Varanea zbog ozljede. Rami je pozvan kao zamjena za Varanea.